# Symplectochilus formosissimus
Symplectochilus formosissimus là một loài thực vật có hoa trong họ Ô rô. Loài này được (Klotzsch) Lindau miêu tả khoa học đầu tiên năm 1894.